# 吉村豊雄
吉村 豊雄（よしむら とよお、1948年(昭和23年) - ）は、日本史学者、熊本大学名誉教授。専門は日本近世史。

## 来歴
佐賀県唐津市生まれ。広島大学大学院文学研究科博士課程後期単位取得退学。福岡工業大学講師、熊本大学文学部助教授、教授。2014年名誉教授。2003年「近世大名家の権力と領主経済」で広島大学博士（文学）。 

## 著書
- 『近世大名家の権力と領主経済』清文堂出版、2001
- 『一の宮町史 藩制下の村と在町 近世の阿蘇』一の宮町 自然と文化阿蘇選書、2001
- 『幕末武家の時代相 熊本藩郡代中村恕斎日録抄』清文堂出版、2007
- 『日本近世の行政と地域社会』校倉書房 歴史科学叢書、2013
- 『棚田の歴史 通潤橋と白糸台地から』農山漁村文化協会、2014
- 『天草四郎の正体　島原・天草の乱を読みなおす』洋泉社・歴史新書ｙ、2015

### 共編
- 『街道の日本史 火の国と不知火海』松本寿三郎共編 吉川弘文館、2005
- 『熊本藩の地域社会と行政 近代社会形成の起点』三澤純、稲葉継陽共編 思文閣出版、2009
- 『阿蘇カルデラの地域社会と宗教』春田直紀共編 清文堂出版、2013

## 参考
- [ISBN　978-4-540-13204-9]